# Лыжный туризм

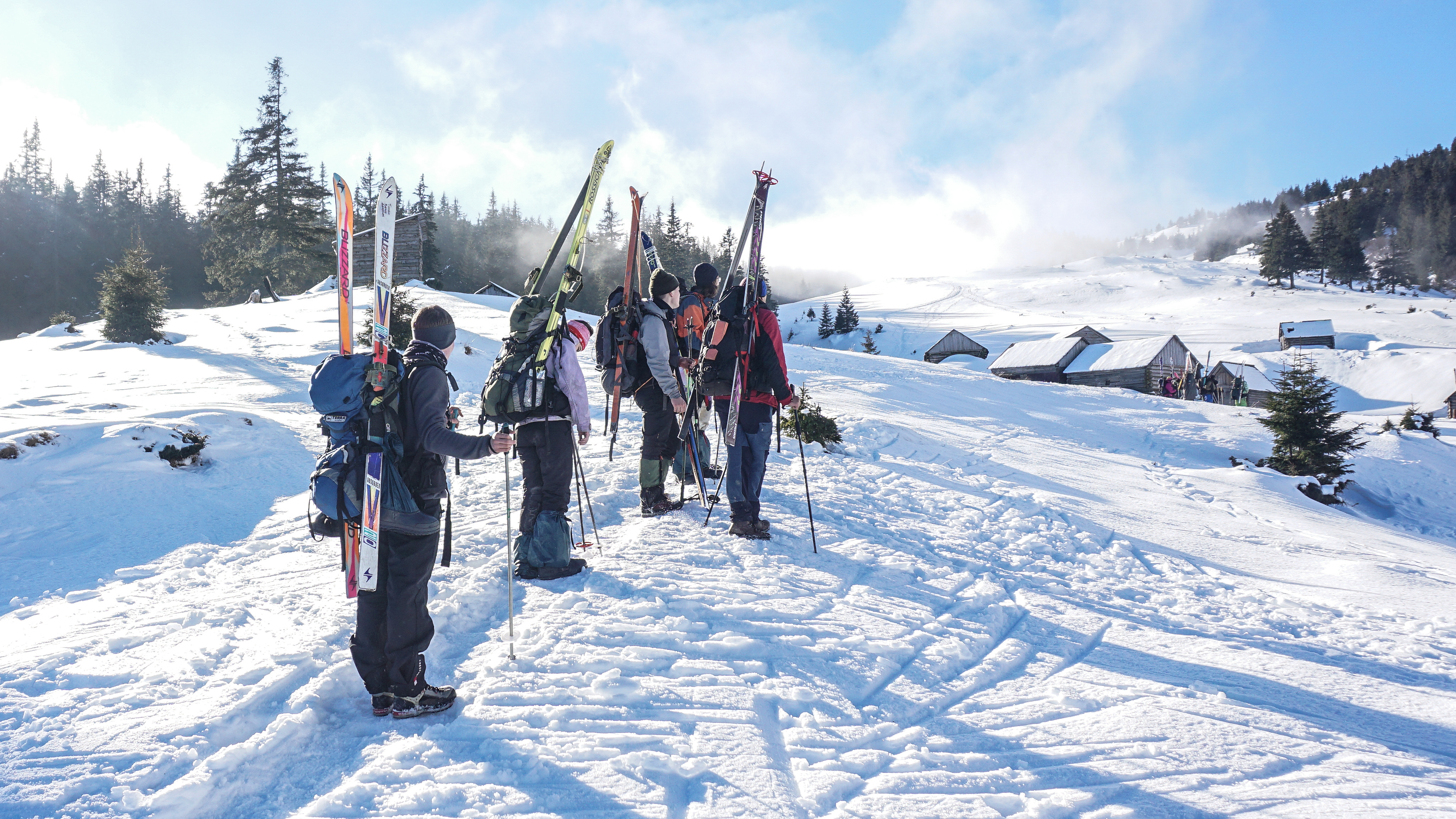
Группа туристов-лыжников в походе по хребтам вдоль Поднебесных Зубьев

Лыжный туризм — вид спортивного туризма в России и СНГ, являющегося видом спорта. Лыжный туризм является видом туризма на средствах передвижения — на лыжах. Для преодоления естественных препятствий используются туристские лыжи.
Лыжный туризм развивается на территории стран бывшего СССР, имеющие устойчивый снежный покров в зимнее время. Спортивные туристские путешествия (маршруты) проводят туристские клубы, группы самодеятельного туризма.

## Туристские районы лыжного туризма
Популярными районами лыжного туризма в России являются
- Хибины
- Приполярный Урал
- Западная Сибирь
  - Обь-Томское междуречье
  - Обь-Енисейский канал
  - Кузнецкий Алатау
  - Салаирский кряж
  - Западные Саяны
  - Васюганье
- Восточная Сибирь
  - Восточные Саяны
  - Хамар-Дабан
  - Кодар

## Особенности снаряжения для лыжного туризма
Группы туристов обеспечивают свои путешествия туристскими лыжами (уже лыж охотничьих, шире беговых), лыжными палочками с широкими кольцами, термобельё для активного отдыха, в лесных зонах России — палатками с печкой (складная, легконосимая), в безлесных зонах — зимними палатками типовых конструкций «полусфера», «бочка». В качестве обуви часто применяют бахилы для защиты от снега, надеваемые на обычные зимние сапоги или ботинки с подошвой типа «вибрам» на размер больше чем летняя обувь. Шерстяные носки и термоноски защищают стопы и голени туриста от переохлаждения. Для ночлега применяются индивидуальные и групповые спальные мешки с утеплением из синтепона, пуха и современного холлоуфайбера. С таковыми комплектами снаряжения сохраняется дневная работоспособность группы до минус 40 градусов (январские походы в горах Сибири) без ветра.
С появлением современного сохраняющего тепло снаряжения чаще проводятся зимние походы с ночлегом в палатках без печек, особенно в горные малолесные районы (Забайкалье, хребты Кодар, Удокан). Опыт высокоширотных походов и безлесных походов помогает в подготовке экспедиций на Северный полюс. Тенты таких палаток касаются земли (пола) и вдоль периметра палатки пришита полоса ткани (юбка). Закрытый тепловой контур позволяет дыханием людей поднимать температуру на 10 градусов вверх.